# Лієпнієце Елеонора Станіславівна
Елеонора Станіславівна Лієпнієце (11 травня 1938, хутір Прейльського повіту, тепер Прейльського краю, Латвія) — радянська діячка, секретар парткому колгоспу «Циня» Єкабпілського району Латвійської РСР. Член ЦК КПРС у 1990—1991 роках.

## Життєпис
Народилася на хуторі біля села Ардава Прейльського повіту.
У 1956 році закінчила Ризьку залізничну профтехшколу.
У 1956—1957 роках — кухар їдальні Черняховського відділу робітничого постачання Калінінградської області РРФСР.
З 1957 року — рільник, доярка підсобних господарств Тукумського району Латвійської РСР.
Член КПРС з 1960 року.
У 1962 році закінчила Ризьку радянсько-партійну школу.
У 1962 році працювала інструктором Ризького районного комітету КП Латвії.
У 1962—1973 роках — бригадир, колгоспниця, плановик-економіст, головний зоотехнік колгоспу «Медні» Єкабпілського району Латвійської РСР.
У 1973—1977 роках — голова Меднінської сільської ради Єкабпілського району Латвійської РСР.
У 1977—1985 роках — заступник голови колгоспу, секретар партійного комітету (парткому), економіст колгоспу «Циня» Єкабпілського району Латвійської РСР.
У 1984 році закінчила Вільнюську Вищу партійну школу.
У 1985—1988 роках — голова Циненської сільської ради Єкабпілського району Латвійської РСР.
У 1988—1991 роках — секретар партійного комітету (парткому) колгоспу «Циня» Єкабпілського району Латвійської РСР.
У 1991 році — контролер Єкабпілського відділення Ощадного банку СРСР.